# Rivière La Morandière
Pour les articles homonymes, voir Morandière.
La rivière La Morandière est un affluent de la rive ouest de la rivière Laflamme, coulant dans la municipalité de La Morandière, dans la municipalité régionale de comté (MRC) d'Abitibi, dans la région administrative de l’Abitibi-Témiscamingue, au Québec, au Canada. Son cours est entièrement dans le canton de La Morandière.
La rivière La Morandière coule en territoire forestier et agricole. La foresterie constitue la principale activité économique de ce bassin versant ; l’agriculture, en second.
La surface de la rivière est habituellement gelée de la mi-novembre à la mi-avril, toutefois la circulation sécuritaire sur la glace se fait généralement de la mi-décembre à la fin mars.

## Géographie
Les bassins versants voisins de la rivière La Morandière sont :
- côté nord : rivière Vassal, ruisseau Hurault ;
- côté est : rivière Laflamme ;
- côté sud : ruisseau Létourneau, rivière Laflamme ;
- côté ouest : ruisseau Collin, lac Castagnier, rivière Castagnier.

La rivière La Morandière prend sa source à l’embouchure du lac La Morandière (longueur : 0,7 km en forme de demi-lune ; altitude : 310 m), situé dans le canton de La Morandière. Ce lac est en zone de marais, surtout sa partie est. Ce lac est situé du côté est de la ligne de partage des eaux avec le bassin versant du lac Castagnier, soit à :
- 5,3 km à l'est du lac Castagnier ;
- 7,9 km au nord-ouest de l’embouchure de la rivière La Morandière ;
- 0,8 km au sud de la route 395 (sens est-ouest) ;
- 46,1 km au nord-ouest du centre-ville de Senneterre (ville).

À partir de sa source, le cours de la rivière La Morandière coule sur 11,4 km selon les segments suivants :
- 2,7 km vers le sud-est en zone forestière, jusqu’au ruisseau Létourneau (venant du sud) ;
- 1,0 km vers le nord-est en zone agricole, jusqu’à la route Lamorandière-Vassal (sens nord-sud) ;
- 4,2 km vers le nord-est pour aller recueillir un ruisseau (venant du nord-ouest), puis le sud-est en zone forestière et agricole, jusqu’à la route 397 ;
- 0,5 km vers le sud-est en zone agricole, jusqu’au ruisseau Verrette (venant de l'ouest) ;
- 3,0 km vers le sud-est en zone forestière, jusqu’à sa confluence[2].

La rivière La Morandière se déverse sur la rive ouest de la rivière Laflamme à 5,9 km en aval de l’embouchure de la rivière Lapromanade. Cette confluence de la « rivière La Morandière » est située à :
- 77,5 km au sud de la confluence de la rivière Laflamme avec la rivière Bell ;
- 40,0 km au sud-est de l’embouchure du lac Parent (Abitibi) ;
- 15,4 km au sud-est du centre du village de Despinassy ;
- 6,2 km au nord-est du centre du village de La Morandière ;
- 38,8 km au nord-ouest du centre-ville de Senneterre (ville) ;
- 7,0 km à l'ouest du chemin de fer.

## Toponymie
Le terme « La Morandière » désignant la municipalité, le canton, la rivière et le lac, évoque la mémoire d'un capitaine de génie qui servit dans l'armée de Montcalm.
Le toponyme « rivière La Morandière » a été officialisé le 5 décembre 1968 à la Commission de toponymie du Québec, soit lors de sa création.